# Josef Allen Hynek
Josef Allen Hynek (Chicago, 1 mei 1910 - Scottsdale, 27 april 1986) was een Amerikaanse astronoom en ufo-onderzoeker.
Hynek is het meest bekend voor zijn onderzoek aan het ufo-fenomeen. Hij werkte als adviseur voor de USAF bij verschillende door de Amerikaanse luchtmacht opgezette onderzoekscommissies naar ufo's.

## Biografie
Hynek werd geboren in Chicago uit Tsjechische ouders. Hij studeerde astronomie aan de Universiteit van Chicago en studeerde in 1935 af als astrofysicus. Hij specialiseerde zich vervolgens in sterevolutie en het spectroscopisch onderzoek van dubbelsterren. Tijdens de oorlog werkte Hynek aan onderzoek voor wapensystemen in opdracht van de US Navy en na de oorlog hield hij zich, naast zijn ufo-onderzoek, voornamelijk bezig met lesgeven, astronomisch onderzoek en technisch onderzoek voor diverse satellietprogramma's van NASA aan verschillende Amerikaanse universiteiten. 
Hynek was getrouwd met Miriam Curtis en samen hadden ze vijf kinderen. Hij overleed in 1986 aan een hersentumor.

## Blue Book
Hynek was reeds in 1948 verbonden met Project Sign en bleef ook adviseur toen het eerst overging in Project Grudge en - in de vroege jaren vijftig - in Project Blue Book. Daar bleef hij ook aan verbonden als wetenschappelijk medewerker. Aanvankelijk startte hij als scepticus en slaagde er ook in om de meeste van de zogenaamde ufo-waarnemingen op een wetenschappelijke manier te verklaren. Stilaan werd hij er echter van overtuigd dat een klein deel van die waarnemingen niet als natuurlijk fenomeen, hoax of illusie kon worden weggeredeneerd. Later, in 1973, zou hij ook het Center for UFO Studies (CUFOS) in Chicago oprichten.

## Hynek classificatiesysteem
Hynek ontwikkelde een veelgebruikt systeem van beschrijving, waarbij hij zes categorieën onderscheidde. Eerst worden waarnemingen verdeeld in waarnemingen van nabij (close encounters) en waarnemingen op afstand, waarbij 150 m de twee soorten observaties arbitrair van elkaar scheidt. Vervolgens wordt elke categorie verder opgedeeld volgens bijzondere kenmerken. De drie categorieën 'waarnemingen op afstand' zijn:
- Nachtelijke lichten (NL of Nocturnal Lights): anomalieën waargenomen aan de nachtelijke hemel
- Daglicht-schotels (DD of Daylight Discs): elk afwijkend object, meestal maar niet noodzakelijkerwijs schotelvormig, van op afstand gezien aan de hemel overdag.
- Radar / Visueel gevallen (RV): objecten tegelijk gezien door ogen en op de radar.

Na zijn tijd bij de USAF ging hij verder met eigen onafhankelijk onderzoek en ontwikkelde het 'Close Encounter' (CE) classificatiesysteem:
- CE1: vreemde voorwerpen in de omgeving gezien, maar zonder fysieke interactie met de omgeving.
- CE2: een CE1 geval dat fysiek bewijs achterlaat (bijvoorbeeld bodemafdrukken, schade aan de vegetatie) of elektromagnetische interferentie veroorzaakt.
- CE3: CE1 of CE2 gevallen waarin "bewoners" of entiteiten worden gezien (vandaar de titel van Steven Spielbergs film Close Encounters of the Third Kind).

Hyneks CE-classificatiesysteem is inmiddels uitgebreid met verschijnselen als vermeende ontvoeringen door buitenaardse wezens en veeverminking.
- Bibsys: 2118781
- Biblioteca Nacional de España: XX1604613
- Bibliothèque nationale de France: cb119081242 (data)
- CiNii: DA08853426
- Gemeinsame Normdatei: 174098480
- International Standard Name Identifier: 0000 0001 0928 0019
- Library of Congress Control Number: n87802293
- Bibliotheek van het Japanse parlement: 00444151
- Nationale Bibliotheek van Tsjechië: jx20060317004
- Nationale bibliotheek van Australië: 36193300
- Nationale Bibliotheek van Israël: 987007262834505171
- Nationale Bibliotheek van Polen: a0000001152977
- Nederlandse Thesaurus van Auteursnamen: 070780676
- Réseau des bibliothèques de Suisse occidentale: 02-A005766496
- SNAC: w6v40x3g
- Système universitaire de documentation: 026929414
- Trove: 1226947
- Virtual International Authority File: 97919243
- WorldCat: E39PBJwMyjDCHBq8gVxdfT9bh3